# Xanthorhoe cotangens
Xanthorhoe cotangens là một loài bướm đêm trong họ Geometridae.